# Divisor de zero
Em um anel A, um divisor de zero é um elemento diferente de zero que, multiplicado por um outro elemento também diferente de zero, gera o zero.

## Caso não comutativo
Em um anel genérico, a multiplicação não é comutativa. Nesse caso, podemos classificar os divisores de zero em:
- x é um divisor de zero à direita quando {\displaystyle x\neq 0\land \exists a,a\neq 0,ax=0\,}
- x é um divisor de zero à esquerda quando {\displaystyle x\neq 0\land \exists b,b\neq 0,xb=0\,}
- x é um divisor de zero quando x é um divisor de zero à direita e um divisor de zero à esquerda

## Exemplos
- No anel {\displaystyle \mathbb {Z} _{n}\,}, um elemento m é um divisor de zero se, e somente se, m > 1 e m é um divisor de n.
- No anel das matrizes n x n (para n > 1) sobre um corpo qualquer, os divisores de zero à esquerda são idênticos aos divisores de zero à direita.
- O caso acima é um caso particular de uma álgebra associativa que, como espaço vetorial, tem dimensão finita. Neste caso, todo divisor de zero à esquerda é um divisor de zero à direita.
- O contra-exemplo de uma álgebra associativa em que existem divisores de zero à esquerda que não são divisores de zero à direita pode ser construído assim:
  - Seja S = {\displaystyle \mathbb {R} ^{\mathbb {N} }\,} o espaço vetorial das sequências infinitas de números reais
  - A álgebra L(S, S) dos operadores lineares de S é um anel, com a operação de soma sendo a soma dos operadores lineares, e a multiplicação sendo a composição de funções.
  - Neste anel, destacam-se três operadores:
    - O movimento para a direita R(a1, a2, a3,...) = (0, a1, a2,...)
    - O movimento para a esquerda L(a1, a2, a3,... ) = (a2, a3,...)
    - A projeção na primeira coordenada T(a1, a2, a3,... ) = (a1, 0, 0, ... ).

  - Nenhum deles é zero, e, como LT = TR = 0, vemos que L é um divisor de zero à esquerda, R é um divisor de zero à direita e T é um divisor de zero.
  - Como LR = 1 (o operador identidade), vemos que nem R pode ser um divisor de zero à esquerda, nem L pode ser um divisor de zero à direita: por exemplo, se XL = 0, então XLR = 0 logo X = 0.
  - Estes operadores podem ser interpretados como matrizes infinitas. A matriz

{\displaystyle A={\begin{pmatrix}0&1&0&0&0&\\0&0&1&0&0&\cdots \\0&0&0&1&0&\\0&0&0&0&1&\\&&\vdots &&&\ddots \end{pmatrix}}}
- - representa L, enquanto que sua transposta B = AT representa R. É fácil ver que AB é a matriz identidade.